# Parkitect
Parkitect (aussi connu en tant que Theme Parkitect) est un jeu vidéo de construction et simulation simulant la gestion d'un parc d'attractions. Le projet a été financé via un financement participatif sur Kickstarter en 2014.

## Système de jeu
La promesse de ce jeu est d'amener la possibilité de construire un parc à thèmes. Similaire à Rollercoaster Tycoon, le joueur doit construire ses attractions et gérer le parc tout en gardant les clients heureux. Le gérant aura à engager du personnel pour subvenir aux besoins du parc.

## Développement
En mars 2014, le développement a débuté en tentant de simuler la physique de montagnes russes avant de devenir une simulation de parc à thèmes.
Le 22 août 2014, Texel Raptor lançait le Kickstarter du jeu. Un mois plus tard, la campagne se termine avec un montant de 63 730 $ pour 50 000 demandés, soit 127 % de leur objectif. Depuis, Texel Raptor dévoile des images et statistiques concernant le déroulement du développement du jeu.
En septembre 2015, Texel Raptor lance la pre-alpha pour tous ceux qui avaient financé le jeu via la campagne ainsi qu'à ceux qui pré-achèteraient le jeu.
Le 6 avril 2016, l'équipe du jeu annonce la sortie du jeu sur la plateforme de distribution Steam pour le 5 mai 2016 en accès anticipé.